# Khedrup Gyatso
Khedrup Gyatso (født 1. november 1838 i Lithang, død 31. januar 1856) var den 11. inkarnation af Dalai Lama i Gelug-skolen i den tibetanske buddhisme.
Han blev født i samme landsby i Kham som den syvende Dalai Lama og blev identificeret som inkarnationen af Dalai Lama i 1840. Han besteg tronen i Potalapaladset den 25. maj 1842 som tre-årig og aflagde munkeløfter, da han var elleve år.
I 1840'erne blev Tibet truet af sikhkongen Gulab Singh, der invaderede det vestlige Tibet med sikhiske og ladakhiske styrker. I løbet af Khedrup Gyatsos liv blev desuden også Qingdynastiet ramt af opiumkrigen og Taipingoprøret, hvilket svækkede rigets greb over Tibet yderligere.
I 1855 overtog han det verdslige styre i Tibet, men han døde blot et år senere. Han blev dermed den tredje Dalai Lama i træk, der døde i en ung alder uden at have konsolideret sin magt.
Han skrev en række vers, der blev samlet i Fortællingen om aber og fugle (Bya sprel gyi gtam-rgyud), som i allegorisk form skildrer krigen mellem tibetanerne og gurkhaene i 1700-tallet.